# Осада форта Уотсон
Осада форта Уотсон (англ. Siege of Fort Watson) — одно из сражений американской войны за независимость на территории Южной Каролины. 15 апреля 1781 отряды Фрэнсиса Мэриона и Генри Ли осадили британский деревянный форт Уотсон, одно из укреплений, которое охраняло британские коммуникации между Чарлстоном и британскими постами в глубине Южной Каролины. У осаждающих не было артиллерии, но они сумели построить высокую деревянную башню, с которой снайпера могли вести огонь по внутреннему пространству форта. 23 апреля был проведён финальный штурм, и британский гарнизон капитулировал.